# Rehovot
Rehovot (en hebreu, רְחוֹבוֹת) és una ciutat del Districte Central d'Israel a 20 km al sud de Tel-Aviv. Segons l'Oficina Central d'Estadístiques d'Israel (CBS), el 2016 la ciutat tenia 132.671 habitants.
La ciutat va ser creat el 1890 per immigrants de la Primera Aliyà, prop d'un nucli Khirbat Deiran, que ara va ser absorbit per l'aglomeració creixent.